# Унескова листа нематеријалног културног наслеђа
Унескова листа нематеријалног културног наслеђа је успостављена са циљем да обезбеди бољу заштиту важних нематеријалних културних наслеђа широм света и да прошири свест о њиховом значају. Ову листу објављује Међународни комитет за заштиту нематеријалног културног наслеђа, чије чланове бира држава потписница која се састаје у Генералној скупштини. Кроз збирку различитих усмених и нематеријалних блага човечанства широм света, програм има за циљ да скрене пажњу на важност заштите нематеријалног наслеђа, које је Унеско препознао као битну компоненту и као складиште културне разноликости и креативног изражавања.
Списак је успостављен 2008. године када је на снагу ступила Конвенција о заштити нематеријалног културног наслеђа из 2003. године.
Од 2010. програм се састоји од две листе. Дужа, Репрезентативна листа нематеријалног културног наслеђа човечанства садржи културне „праксе и изразе који помажу да се демонстрира разноликост овог наслеђа и подигне свест о његовом значају“. Краћа, Листа нематеријалног културног наслеђа којој је потребна хитна заштита, која се састоји од оних културних елемената за које сматрају да су им потребне хитне мере да би се одржале у животу. 

У 2013. години четири елемента била су уписана на Листа нематеријалног културног наслеђа којој је потребна хитна заштита, што помаже државама потписницама да мобилишу међународну сарадњу и помоћ да би обезбедили пренос овог наслеђа уз учешће заинтересованих заједница. Ова листа сада броји 35 елемената. Комитет је такође уписао 25 елемената на Репрезентативну листу нематеријалног културног наслеђа човечанства, која служи за подизање свести о нематеријалном наслеђу и пружање признања традицијама и знању заједница које одражавају њихову културну разноликост. Листа не приписује нити признаје било који стандард изврсности или ексклузивности. До 2018. године на листи је било 508 елемената из 122 земаља.

## Репрезентативна листа нематеријалног културног наслеђа човечанства
Репрезентативна листа нематеријалне културне баштине човечанства садржи елементе нематеријалне културне баштине који „помажу у демонстрирању разноликости културне баштине и подижу свест о њеном значају“.
| Држава | Елемент | Година уписа | Референце |
| --- | --- | ------------ | --------- |
| Авганистан · Азербејџан · Индија · Иран · Ирак · Казахстан · Киргистан · Пакистан · Таџикистан · Турска · Туркменистан · Узбекистан                                                                                       | Новруз | 2016         | [ 9 ]     |
| Азербејџан | Мугам | 2008         | [ 10 ]    |
| Азербејџан | Уметност азербејџанског ашика                                                                                         | 2009         | [ 11 ]    |
| Азербејџан | Азербејџанско ткање тепиха                                                                                            | 2010         | [ 12 ]    |
| Азербејџан | Свирање на тару | 2012         | [ 13 ]    |
| Азербејџан | Традиционална женска марама келагаји                                                                                  | 2014         | [ 14 ]    |
| Азербејџан | Производња бакра у Лахичу                                                                                             | 2015         | [ 15 ]    |
| Азербејџан | Долма | 2017         | [ 16 ]    |
| Азербејџан | Фестивал нара у Гојчају                                                                                               | 2020         | [ 17 ]    |
| Азербејџан · Иран | Уметност израде и свирања на каманчеу                                                                                 | 2017         | [ 18 ]    |
| Азербејџан · Иран · Турска · Узбекистан | Уметност минијатуре                                                                                                   | 2020         | [ 19 ]    |
| Азербејџан · Иран · Казахстан · Киргистан · Турска | Заједничка култура печења пљоснатог хлеба (лаваш, катирма, јупка, јуфка)                                              | 2016         | [ 20 ]    |
| Азербејџан · Казахстан · Турска | Књига Деде Коркута | 2018         | [ 21 ]    |
| Албанија | Албанско вишегласно певање                                                                                            | 2008         | [ 22 ]    |
| Алжир | Ритуал и церемоније Себибе у оази Џанет                                                                               | 2014         | [ 23 ]    |
| Алжир | Ахелил из Гоурара | 2008         | [ 24 ]    |
| Алжир | Традиција венчаних костима у Тлемцену                                                                                 | 2012         | [ 25 ]    |
| Алжир | Годишње ходочашће у маузолеј Сиди 'Абд ел-Кадер Бен Мохамед                                                           | 2017         | [ 26 ]    |
| Алжир | Сбуа, годишње ходочашће у Сиди Ел Хадј Белкацем у Гоурари                                                             | 2015         | [ 27 ]    |
| Алжир · Мали · Нигер | Имзад | 2013         | [ 28 ]    |
| Алжир · Мароко · Мауританија · Тунис | Кускус | 2020         | [ 29 ]    |
| Андора · Француска · Шпанија | Фестивали ватре летњег солстиција на Пиринејима                                                                       | 2015         | [ 30 ]    |
| Аргентина | Филетеадо | 2015         | [ 31 ]    |
| Аргентина | Чамаме | 2020         | [ 32 ]    |
| Аргентина · Уругвај | Танго | 2009         | [ 33 ]    |
| Аустрија | Шеменлауфен | 2012         | [ 34 ]    |
| Аустрија | Шпанска школа јахања                                                                                                  | 2015         | [ 35 ]    |
| Аустрија · Белгија · Италија · Јужна Кореја · Казахстан · Катар · Мађарска · Мароко · Монголија · Немачка · Пакистан · Португалија · Саудијска Арабија · Сирија · Уједињени Арапски Емирати · Француска · Чешка · Шпанија | Соколарство | 2010         | [ 36 ]    |
| Аустрија · Мађарска · Немачка · Словачка · Чешка | Модротиск | 2018         | [ 37 ]    |
| Аустрија · Грчка · Италија | Трансхумација | 2019         | [ 38 ]    |
| Аустрија · Швајцарска | Управљање ризиком од лавина                                                                                           | 2018         | [ 39 ]    |
| Аустрија · Босна и Херцеговина · Хрватска · Мађарска · Италија · Румунија · Словачка · Словенија | Традиција узгоја коња липицанера                                                                                      | 2022         | [ 39 ]    |
| Бангладеш | Баул | 2008         | [ 40 ]    |
| Бангладеш | Традиционална уметност џамдани ткања                                                                                  | 2013         | [ 41 ]    |
| Бангладеш | Мангал Шобхајатра на Бенгалску Нову годину                                                                            | 2016         | [ 42 ]    |
| Бангладеш | Традиционална уметност ткања Шитал Пати у Силхету                                                                     | 2017         | [ 43 ]    |
| Бахреин · Египат · Ирак · Јемен · Јордан · Кувајт · Мауританија · Мароко · Оман · Палестина · Саудијска Арабија · Судан · Тунис · Уједињени Арапски Емирати                                                               | Датула, знања, вештине, традиција и обичаји                                                                           | 2019         | [ 44 ]    |
| Белгија | Карневал у Беншу | 2008         | [ 45 ]    |
| Белгија | Поворка Свете крви у Брижу                                                                                            | 2009         | [ 46 ]    |
| Белгија | Хаутем Јармаркт | 2010         | [ 47 ]    |
| Белгија | Кракелинген и Тонекенсбранд                                                                                           | 2010         | [ 48 ]    |
| Белгија | Ритуал старосних група у Левену                                                                                       | 2011         | [ 49 ]    |
| Белгија | Маршеви у региону Онтр-Сомбр-е-Муз                                                                                    | 2012         | [ 50 ]    |
| Белгија | Лов шкампа на коњима                                                                                                  | 2013         | [ 51 ]    |
| Белгија | Култура испијања пива у Белгији                                                                                       | 2016         | [ 52 ]    |
| Белгија | Бриселски Омеганг | 2019         | [ 53 ]    |
| Белгија · Француска | Поворка џинова и змајева у Белгији и Француској                                                                       | 2008         | [ 54 ]    |
| Белгија · Италија · Луксембург · Француска | Извођачка уметност и традиција свирања хорне                                                                          | 2020         | [ 55 ]    |
| Белизе · Гватемала · Никарагва · Хондурас | Језик, плес и музика Гарифуна                                                                                         | 2008         | [ 56 ]    |
| Белорусија | Госпа од Будслава | 2018         | [ 57 ]    |
| Белорусија · Пољска | Култура пчеларства на дрвећу                                                                                          | 2020         | [ 58 ]    |
| Бенин · Нигерија · Того | Усмено наслеђе Геледе                                                                                                 | 2008         | [ 59 ]    |
| Боливија | Андска космовизија Калаваја                                                                                           | 2008         | [ 60 ]    |
| Боливија | Карневал у Оруру | 2008         | [ 61 ]    |
| Боливија | Ичапекене Пиеста, највећи фестивал у Сан Игнасио де Моксос                                                            | 2012         | [ 62 ]    |
| Боливија | Пухлаји и Ајаричи, музика и плесови културе Јампара                                                                   | 2014         | [ 63 ]    |
| Боливија | Ритуална путовања у Ла Паз током Аласите                                                                              | 2017         | [ 64 ]    |
| Боливија | Фестивал Сантисима Тринидад дел Сењор Хесус дел Гран Подер у граду Ла Паз                                             | 2019         | [ 65 ]    |
| Босна и Херцеговина | Змијањски вез | 2014         | [ 66 ]    |
| Босна и Херцеговина | Коњичко дрворезбарство                                                                                                | 2017         | [ 67 ]    |
| Босна и Херцеговина | Берба ива траве на планини Озрен                                                                                      | 2018         | [ 37 ]    |
| Босна и Херцеговина | Дани косидбе на Купресу                                                                                               | 2020         | [ 68 ]    |
| Босна и Херцеговина | Севдалинка | 2022         | [ 69 ]    |
| Бразил | Усмени и графички изрази Вајапија                                                                                     | 2008         | [ 70 ]    |
| Бразил | Самба де Рода у Реконкаву да Баији                                                                                    | 2008         | [ 71 ]    |
| Бразил | Фрево, извођачке уметности Карнивала у Ресифе                                                                         | 2012         | [ 72 ]    |
| Бразил | Сирио де Назаре у Белему                                                                                              | 2013         | [ 73 ]    |
| Бразил | Капуера | 2014         | [ 74 ]    |
| Бразил | Културни комплекс Бумба Меи Бои у Марањау                                                                             | 2019         | [ 75 ]    |
| Бугарска | Бистричке бабе | 2008         | [ 76 ]    |
| Бугарска | Нестинарство | 2009         | [ 77 ]    |
| Бугарска | Чипровски тепих | 2014         | [ 78 ]    |
| Бугарска | Сурва (фестивал) | 2015         | [ 79 ]    |
| Бугарска · Молдавија · Румунија · Северна Македонија | Мартеница | 2017         | [ 80 ]    |
| Буркина Фасо · Мали · Обала Слоноваче | Културне праксе и изрази повезани са балафоном                                                                        | 2012         | [ 81 ]    |
| Бурунди | Ритуални плес краљевског бубња                                                                                        | 2014         | [ 82 ]    |
| Бутан | Плес под маскама у Драметсеу у Бутану                                                                                 | 2008         | [ 83 ]    |
| Вануату | Цртање у песку | 2008         | [ 84 ]    |
| Венецуела | Венецуелански плесни ђаволи                                                                                           | 2012         | [ 85 ]    |
| Венецуела | Прослава дана Сан Педра у Гваренас и Гватире                                                                          | 2013         | [ 86 ]    |
| Венецуела | Традиционална знања и технологије у вези са узгојем и прерадом курагуе                                                | 2015         | [ 87 ]    |
| Венецуела | Карневал у Ел Каљау                                                                                                   | 2016         | [ 88 ]    |
| Вијетнам | Простор гонг културе                                                                                                  | 2008         | [ 89 ]    |
| Вијетнам | Ња њак, вијетнамска дворска музика                                                                                    | 2008         | [ 90 ]    |
| Вијетнам | Кван хо | 2009         | [ 91 ]    |
| Вијетнам | Гоинг фестивал | 2010         | [ 92 ]    |
| Вијетнам | Обожавање Хунг краљева у Фу Тоу                                                                                       | 2012         | [ 93 ]    |
| Вијетнам | Лон ка таи ту музика                                                                                                  | 2013         | [ 94 ]    |
| Вијетнам | Ви и Гиам, народне песме из Нге Тина                                                                                  | 2014         | [ 95 ]    |
| Вијетнам | Праксе повезане са вијетнатским веровањима у Мајке богиње из Три царства                                              | 2016         | [ 96 ]    |
| Вијетнам | Ксоан певање провинције Фу То                                                                                         | 2017         | [ 97 ]    |
| Вијетнам | Уметност Баи Чои у централном Вијетнаму                                                                               | 2017         | [ 98 ]    |
| Вијетнам | Обичаји етничких група Таи, Нунг и Таи у Вијетнаму                                                                    | 2019         | [ 99 ]    |
| Вијетнам · Јужна Кореја · Камбоџа · Филипини | Надвлачење конопца | 2015         | [ 100 ]   |
| Гамбија · Сенегал | Канкуранг, иницијацијски обред Мандинга                                                                               | 2008         | [ 101 ]   |
| Гватемала | Рабинал Ачи, традиција плесне драме                                                                                   | 2008         | [ 102 ]   |
| Гвинеја | Културна Сосо-Бала | 2008         | [ 103 ]   |
| Грузија | Грузијско вишегласно певање                                                                                           | 2008         | [ 104 ]   |
| Грузија | Традиционална грузијска метода прављења вина у квеври посудама                                                        | 2013         | [ 105 ]   |
| Грузија | Жива култура три система писања грузијског алфабета                                                                   | 2016         | [ 106 ]   |
| Грузија | Чидаоба, рвање у Грузији                                                                                              | 2018         | [ 107 ]   |
| Грчка | Гајење мастике на острву Хиос                                                                                         | 2014         | [ 108 ]   |
| Грчка | Мермер са Тиноса | 2015         | [ 109 ]   |
| Грчка | Момоериа | 2016         | [ 110 ]   |
| Грчка | Ребетико | 2017         | [ 111 ]   |
| Грчка · Кипар | Византијска музика | 2019         | [ 112 ]   |
| Грчка · Кипар · Италија · Словенија · Француска · Хрватска · Швајцарска · Шпанија | Сувозид | 2018         | [ 113 ]   |
| Грчка · Италија · Кипар · Мароко · Португалија · Хрватска · Шпанија | Медитеранска исхрана                                                                                                  | 2013         | [ 114 ]   |
| Доминиканска Република | Култура братства Светог Духа Конга из Виље Меље                                                                       | 2008         | [ 115 ]   |
| Доминиканска Република | Коколо (плес) | 2008         | [ 116 ]   |
| Доминиканска Република | Меренге | 2016         | [ 117 ]   |
| Доминиканска Република | Бачата | 2019         | [ 118 ]   |
| Египат | Еп Ал-Сирах Ал-Хилали                                                                                                 | 2008         | [ 119 ]   |
| Египат | Тахтиб | 2016         | [ 120 ]   |
| Египат | Луткарско позориште Ал-Арагоз                                                                                         | 2018         | [ 121 ]   |
| Египат | Са'ид - ручно ткање у Горњем Египту                                                                                   | 2020         | [ 122 ]   |
| Еквадор | Панама шешир | 2012         | [ 123 ]   |
| Еквадор · Колумбија | Музика маримбе, традиционални напеви и плесови из јужне пацифичке регије Колумбије и провинције Есмералдас у Еквадору | 2015         | [ 124 ]   |
| Еквадор · Перу | Усмено наслеђе и културне манифестације народа Запаро                                                                 | 2008         | [ 125 ]   |
| Естонија | Културни предео Кихнуа                                                                                                | 2008         | [ 126 ]   |
| Естонија | Леело | 2009         | [ 127 ]   |
| Естонија | Традиција димне сауне у округу Вирума                                                                                 | 2014         | [ 128 ]   |
| Естонија · Летонија · Литванија | Балтички фестивали песме и игре                                                                                       | 2008         | [ 129 ]   |
| Етиопија | Мескел - празник проналаска Истинитог Светог Крста Христовог                                                          | 2013         | [ 130 ]   |
| Етиопија | Фичи-Чаамбалала, новогодишњи фестивал народа Сидама                                                                   | 2015         | [ 131 ]   |
| Етиопија | Систем Гада, аутохтони демократски друштвено-политички систем Орома                                                   | 2016         | [ 132 ]   |
| Етиопија | Етиопско Богојављење                                                                                                  | 2019         | [ 133 ]   |
| Замбија | Макиши маскарада | 2008         | [ 134 ]   |
| Замбија | Мооба плес народа Ленје                                                                                               | 2018         | [ 135 ]   |
| Замбија | Будима плес | 2020         | [ 136 ]   |
| Замбија · Малави · Мозамбик | Гуле Вамккулу плес | 2008         | [ 137 ]   |
| Зеленортска Острва | Морна (музика) | 2019         | [ 138 ]   |
| Зимбабве | Мбенде Јурусарема плес                                                                                                | 2008         | [ 139 ]   |
| Зимбабве · Малави | Уметност израде и свирања Мбира, традиционалног музичког инструмент у Малавију и Зимбабвеу                            | 2020         | [ 140 ]   |
| Индија | Кутијатам: санскритско позориште у Керали                                                                             | 2008         | [ 141 ]   |
| Индија | Мудијет: ритуално позориште и плесна драма из Керала                                                                  | 2010         | [ 142 ]   |
| Индија | Ведско појање: рецитовање светих хиндуистичких текстова                                                               | 2008         | [ 143 ]   |
| Индија | Рамлила: традиционални извођење Рамајане                                                                              | 2008         | [ 144 ]   |
| Индија | Раман: верски фестивал и ритуално позориште у Гархвалу, Утараканд                                                     | 2009         | [ 145 ]   |
| Индија | Калбелиа: народне песме и игре Раџастана                                                                              | 2010         | [ 146 ]   |
| Индија | Чау плес: класична плесна форма Одиша и Западног Бенгала                                                              | 2010         | [ 147 ]   |
| Индија | Будистичко појање: рецитовање светих будистичких текстова у Ладаху                                                    | 2012         | [ 148 ]   |
| Индија | Манипури Санкиртана: ритуално певање, бубњање и плес Манипура                                                         | 2013         | [ 149 ]   |
| Индија | Традиционална израда посуђа од месинга и бакра у Панџабу                                                              | 2014         | [ 150 ]   |
| Индија | Joga: древне индијске физичке, менталне и духовне праксе пореклом из древне Индије                                    | 2016         | [ 151 ]   |
| Индија | Кумб Мела | 2017         | [ 152 ]   |
| Индонезија | Вајанг, позориште сенки                                                                                               | 2008         | [ 153 ]   |
| Индонежански крис | 2008 | [ 154 ]      |           |
| Индонежански батик | 2009 | [ 155 ]      |           |
| Индонежански ангклунг | 2010 | [ 156 ]      |           |
| Три врсте плеса на Балију | 2015 | [ 157 ]      |           |
| Пиниси, уметност бродоградње у Јужном Сулавесију | 2017 | [ 158 ]      |           |
| Пенчак Силат | 2019 | [ 159 ]      |           |
| Индонезија · Малезија | Пантун | 2020         | [ 160 ]   |
| Иран | Радиф (музика) | 2009         | [ 161 ]   |
| Иран | Традиционалне вештине ткања тепиха у Кашану                                                                           | 2010         | [ 162 ]   |
| Иран | Традиционалне вештине ткања тепиха у Фарсу                                                                            | 2010         | [ 163 ]   |
| Иран | Тазија | 2010         | [ 164 ]   |
| Иран | Пахлевани и зурхане ритуали                                                                                           | 2010         | [ 165 ]   |
| Иран | Музика Бахша из Хорасана                                                                                              | 2010         | [ 166 ]   |
| Иран | Калишујански ритуали                                                                                                  | 2012         | [ 167 ]   |
| Иран | Човган, игра на коњима праћена музиком и причом                                                                       | 2017         | [ 168 ]   |
| Иран | Традиционалне вештине израде и свирања дотара                                                                         | 2019         | [ 169 ]   |
| Иран · Јерменија | Ходочашће у Манастир Светог Тадеја                                                                                    | 2020         | [ 170 ]   |
| Ирак | Ирачки макам | 2008         | [ 171 ]   |
| Ирак | Пружање услуга и гостопримство током Арбаина                                                                          | 2019         | [ 172 ]   |
| Ирска | Ирске гајде | 2017         | [ 173 ]   |
| Ирска | Камоги | 2018         | [ 174 ]   |
| Ирска | Хурлинг | 2018         | [ 174 ]   |
| Ирска | Келтска харфа | 2019         | [ 175 ]   |
| Италија | Сицилијанско позориште лутака                                                                                         | 2008         | [ 176 ]   |
| Италија | Canto a tenore | 2008         | [ 177 ]   |
| Италија | Традиционална израда виолина у Кремони                                                                                | 2012         | [ 178 ]   |
| Италија | Прославе процесија великих структура на раменима                                                                      | 2013         | [ 179 ]   |
| Италија | Рачвасти узгој винове лозе на Пантелерији                                                                             | 2014         | [ 180 ]   |
| Италија | Вештина напуљских пица мајстора                                                                                       | 2017         | [ 181 ]   |
| Италија | Целестински опроштај                                                                                                  | 2019         | [ 182 ]   |
| Италија · Француска | Уметност стаклених перли                                                                                              | 2020         | [ 183 ]   |
| Италија · Француска · Швајцарска | Алпинизам | 2019         | [ 184 ]   |
| Јамајка | Наслеђе народа Марон у Мур Тауну                                                                                      | 2008         | [ 185 ]   |
| Јамајка | Реге | 2018         | [ 186 ]   |
| Јапан | Но драма | 2008         | [ 187 ]   |
| Јапан | Бунраку позориште | 2008         | [ 188 ]   |
| Јапан | Кабуки позориште | 2008         | [ 189 ]   |
| Јапан | Акиу но Тауе Одари | 2009         | [ 190 ]   |
| Јапан | Чакирако | 2009         | [ 191 ]   |
| Јапан | Даимокутате | 2009         | [ 192 ]   |
| Јапан | Даиничидо Бугаку | 2009         | [ 193 ]   |
| Јапан | Гагаку | 2009         | [ 194 ]   |
| Јапан | Хајачине Кагура | 2009         | [ 195 ]   |
| Јапан | Ојија-чијими, Ечиго јофу: технике израде тканине од рамије у региону Уонума, префектура Нигата                        | 2009         | [ 196 ]   |
| Јапан | Оку-ното но Аенокото                                                                                                  | 2009         | [ 197 ]   |
| Јапан | Традиционални Аину плес                                                                                               | 2009         | [ 198 ]   |
| Јапан | Кумиодори, традиционално окинавско музичко позориште                                                                  | 2010         | [ 199 ]   |
| Јапан | Јуки цумуги, техника производње свилене тканине                                                                       | 2010         | [ 200 ]   |
| Јапан | Мибу но Хана Тауе, ритуал пресађивања пиринча у Мибуу, Хирошима                                                       | 2011         | [ 201 ]   |
| Јапан | Сада Шин Но, свети плес у светилишту Сада, Шимане                                                                     | 2011         | [ 202 ]   |
| Јапан | Начи но Денгаку, верска извођачка уметност на фестивалу ватре у Начи                                                  | 2012         | [ 203 ]   |
| Јапан | Вашоку | 2013         | [ 204 ]   |
| Јапан | Васи, традиционални јапански папир                                                                                    | 2014         | [ 205 ]   |
| Јапан | Јама, Хоко, Јатаи, плутајући фестивали                                                                                | 2016         | [ 206 ]   |
| Јапан | Раихо-шин, ритуалне посете божанстава у маскама и костимима                                                           | 2018         | [ 207 ]   |
| Јапан | Традиционалне вештине, технике и знања за очување и пренос дрвене архитектуре у Јапану                                | 2020         | [ 208 ]   |
| Јемен | Песма о Сани | 2008         | [ 209 ]   |
| Јерменија | Дудук | 2008         | [ 210 ]   |
| Јерменија | Хачкар | 2010         | [ 211 ]   |
| Јерменија | Извођење јерменског епа Давид Сасунски                                                                                | 2012         | [ 212 ]   |
| Јерменија | Лаваш | 2014         | [ 213 ]   |
| Јерменија | Кочари | 2017         | [ 214 ]   |
| Јерменија | Јерменска уметност слова и њени културни изрази                                                                       | 2019         | [ 215 ]   |
| Јордан | Култура Бедуина у Петри и Вади Руму                                                                                   | 2008         | [ 216 ]   |
| Јордан | Ас-Самер у Јордану | 2018         | [ 217 ]   |
| Јужна Кореја | Краљевски ритуал предака у светилишту Јонгмио и његова музика                                                         | 2008         | [ 218 ]   |
| Јужна Кореја | Пансори певање | 2008         | [ 219 ]   |
| Јужна Кореја | Фестивал Гангеунг Даноје                                                                                              | 2008         | [ 220 ]   |
| Јужна Кореја | Чеојонгму | 2009         | [ 221 ]   |
| Јужна Кореја | Канггангсуле | 2009         | [ 222 ]   |
| Јужна Кореја | Чеџо Чилмеориданг Јонденгут                                                                                           | 2009         | [ 223 ]   |
| Јужна Кореја | Намсаданг Нори | 2009         | [ 224 ]   |
| Јужна Кореја | Јонгсанџе | 2009         | [ 225 ]   |
| Јужна Кореја | Дамокџанг, традиционална дрвена архитектура                                                                           | 2010         | [ 226 ]   |
| Јужна Кореја | Гагок, циклуси лирске песме у пратњи оркестра                                                                         | 2010         | [ 227 ]   |
| Јужна Кореја | Јултаги, ходање по конопцу                                                                                            | 2011         | [ 228 ]   |
| Јужна Кореја | Теккјон, традиционална корејска борилачка вештина                                                                     | 2011         | [ 229 ]   |
| Јужна Кореја | Ткање мосија (фине рамије) у регији Хансан                                                                            | 2011         | [ 230 ]   |
| Јужна Кореја | Ариранг, лирска народна песма у Кореји                                                                                | 2012         | [ 231 ]   |
| Јужна Кореја | Кимјанг, спремање и дељење кимчија у Кореји                                                                           | 2013         | [ 232 ]   |
| Јужна Кореја | Нангак, музика, плес и ритуали                                                                                        | 2014         | [ 233 ]   |
| Јужна Кореја | Култура Хенјо у Чеџу (жене рониоци)                                                                                   | 2016         | [ 234 ]   |
| Јужна Кореја | Јонденнгхо, фестивал лампиона                                                                                         | 2020         | [ 235 ]   |
| Јужна Кореја · Северна Кореја | Сиреум, традиционално корејско рвање                                                                                  | 2018         | [ 236 ]   |
| Казахстан | Казахстанска традиционална уметност Домбре Куи                                                                        | 2014         | [ 237 ]   |
| Казахстан | Казахстанске традиционалне Асик игре                                                                                  | 2017         | [ 238 ]   |
| Казахстан | Традиционални пролећни свечани обреди казахстанских узгајивача коња                                                   | 2018         | [ 239 ]   |
| Казахстан · Киргистан | Традиционална знања и вештине израде киргишке и казахстанске јурте                                                    | 2014         | [ 240 ]   |
| Казахстан · Киргистан | Ајтиш, уметност импровизације                                                                                         | 2015         | [ 241 ]   |
| Казахстан · Киргистан · Турска | Традиционалне стратешке игре: тогизкумалак , тогуз каргол, мангала/гучурме                                            | 2020         | [ 242 ]   |
| Камбоџа | Краљевски балет из Камбоџе                                                                                            | 2008         | [ 243 ]   |
| Камбоџа | Кмерско позориште сенки                                                                                               | 2008         | [ 244 ]   |
| Кина | Кунчу опера | 2008         | [ 245 ]   |
| Кина | Гућин и музика која се на њему изводи                                                                                 | 2008         | [ 246 ]   |
| Кина | Ујгурски мукам | 2008         | [ 247 ]   |
| Кина | Уметност гравирања печата                                                                                             | 2009         | [ 248 ]   |
| Кина | Кинеска техника штампе гравираним дрвеним блоковима                                                                   | 2009         | [ 249 ]   |
| Кина | Кинеска калиграфија                                                                                                   | 2009         | [ 250 ]   |
| Кина | Кинеско резање папира                                                                                                 | 2009         | [ 251 ]   |
| Кина | Традиционална кинеска вештина израде дрвених елемената у архитектури                                                  | 2009         | [ 252 ]   |
| Кина | Јунђин брокат из Нанкинга                                                                                             | 2009         | [ 253 ]   |
| Кина | Фестивал змајевих чамаца                                                                                              | 2009         | [ 254 ]   |
| Кина | Сељачки плес корејске етничке групе у Кини или Пунгмул                                                                | 2009         | [ 255 ]   |
| Кина | Епска традиција Гесар                                                                                                 | 2009         | [ 256 ]   |
| Кина | Велика песма народа Донг                                                                                              | 2009         | [ 257 ]   |
| Кина | Хуа’ер | 2009         | [ 258 ]   |
| Кина | Еп о Манасу | 2009         | [ 259 ]   |
| Кина | Мазу(богиња) | 2009         | [ 260 ]   |
| Кина | Нањин | 2009         | [ 261 ]   |
| Кина | Регонг уметност | 2009         | [ 262 ]   |
| Кина | Свиларство и узгој свилене бубе                                                                                       | 2009         | [ 263 ]   |
| Кина | Тибетанска опера | 2009         | [ 264 ]   |
| Кина | Традиционална технологија печења селандон керамике                                                                    | 2009         | [ 265 ]   |
| Кина | Традиционална израда Шуан папира                                                                                      | 2009         | [ 266 ]   |
| Кина | Оркестар дувача и перкусиониста из Си’ана                                                                             | 2009         | [ 267 ]   |
| Кина | Јеју опера | 2009         | [ 268 ]   |
| Кина | Акупунктура и моксибустија у кинеској традиционалној медицини                                                         | 2010         | [ 269 ]   |
| Кина | Пекиншка опера | 2010         | [ 270 ]   |
| Кина | Кинеско позориште сенки                                                                                               | 2011         | [ 271 ]   |
| Кина | Жусуан | 2013         | [ 272 ]   |
| Кина | Двадесет четири соларна термина                                                                                       | 2016         | [ 273 ]   |
| Кина | Лум лековито купање у Сова Ригпа медицини                                                                             | 2018         | [ 274 ]   |
| Кина | Тај чи чуан | 2020         | [ 275 ]   |
| Кина · Монголија | Монголска Дуга песма                                                                                                  | 2008         | [ 276 ]   |
| Кина · Малезија | Церемонија Онг Чун (Вангчуан, Вангканг), ритуали и обичаји посвећени чувању одрживе везе између човека и океана       | 2020         | [ 277 ]   |
| Кипар | Лефкаритика | 2009         | [ 278 ]   |
| Кипар | Циатиста поетски двобој                                                                                               | 2011         | [ 279 ]   |
| Киргистан | Уметност Акинса, киргијских епских приповедача                                                                        | 2008         | [ 280 ]   |
| Киргистан | Киргијска епска трилогија: Манас, Семетеј, Сејтек                                                                     | 2013         | [ 281 ]   |
| Киргистан | Кок бору, традиционална игра на коњима                                                                                | 2017         | [ 282 ]   |
| Киргистан | Ак-калпак, традиционално знање и вештине у прављењу и ношењу киргишких мушких каапа                                   | 2019         | [ 283 ]   |
| Колумбија | Карневал у Баранкиљи                                                                                                  | 2008         | [ 284 ]   |
| Колумбија | Култура Паленке де Сан Басилио                                                                                        | 2008         | [ 285 ]   |
| Колумбија | Црно-бели карневал | 2009         | [ 286 ]   |
| Колумбија | Света недеља у Попајану                                                                                               | 2009         | [ 287 ]   |
| Колумбија | Нормативни систем народа Вајуу, који примењује кроз Путчипу’у (Pütchipü’üi)                                           | 2010         | [ 288 ]   |
| Колумбија | Традиционално знање јагуара шамана из Јурупарија                                                                      | 2011         | [ 289 ]   |
| Колумбија | Фестивал Светог Фрање Асишког у Куибдоу                                                                               | 2012         | [ 290 ]   |
| Костарика | Традиције воловске запреге у Костарики                                                                                | 2008         | [ 291 ]   |
| Куба | Тумба францеза | 2008         | [ 292 ]   |
| Куба | Кубанска румба | 2016         | [ 293 ]   |
| Куба | Пунто | 2017         | [ 294 ]   |
| Куба | Фестивал Лас Парандас у центру Кубе                                                                                   | 2018         | [ 37 ]    |
| Кувајт · Саудијска Арабија | Традиционално ткање Ал Саду                                                                                           | 2020         | [ 295 ]   |
| Лаос | Кен, музика народа Лаоса                                                                                              | 2017         | [ 296 ]   |
| Либан | Зајал, рецитовање или певање поезије                                                                                  | 2014         | [ 297 ]   |
| Литванија | Литванска израда крстова                                                                                              | 2008         | [ 298 ]   |
| Литванија | Сутартинес, литванске вишеделне песме                                                                                 | 2010         | [ 299 ]   |
| Луксембург | Плесна поворка у Ехтернаху                                                                                            | 2010         | [ 300 ]   |
| Мадагаскар | Обрада дрвета у Зафиманирију                                                                                          | 2008         | [ 301 ]   |
| Мађарска | Поворка бушара | 2009         | [ 302 ]   |
| Мађарска | Матјо вез | 2012         | [ 303 ]   |
| Малави | Лековити плес Вимбуза                                                                                                 | 2008         | [ 304 ]   |
| Малави | Чопа, жртвени плес народа Ломве из јужног Малавија                                                                    | 2014         | [ 305 ]   |
| Малави | Нсима, кулинарска традиција Малавија                                                                                  | 2017         | [ 306 ]   |
| Малави | Миноге, радосни плес                                                                                                  | 2018         | [ 307 ]   |
| Малезија | Позориште Мак Јонг | 2008         | [ 308 ]   |
| Малезија | Донданг Сајанг | 2018         | [ 309 ]   |
| Малезија | Силат | 2019         | [ 310 ]   |
| Мали | Обичаји Јаарал и Дегал                                                                                                | 2008         | [ 311 ]   |
| Мали | Манденова повеља, проглашена у Курукан Фуга                                                                           | 2009         | [ 312 ]   |
| Мали | Церемонија поновног покривања крова на Камаблону, светој кући Кангабе                                                 | 2009         | [ 313 ]   |
| Мали | Излазак маски и лутака у Маркали                                                                                      | 2014         | [ 314 ]   |
| Малта | Фтира, кулинарска уметност и култура пљоснатог хлеба од киселог теста на Малти                                        | 2020         | [ 315 ]   |
| Маурицијус | Традиционална маурицијуска сега                                                                                       | 2014         | [ 316 ]   |
| Маурицијус | Народне песме Бхојпури на Маурицијусу, Геет-Гаваи                                                                     | 2016         | [ 317 ]   |
| Маурицијус | Сега Тамбур на острву Родригес                                                                                        | 2017         | [ 318 ]   |
| Мексико | Дан Мртвих | 2008         | [ 319 ]   |
| Мексико | Места сећања и живе традиције народа Отоми-Чичимекас из Толимана: Пења де Бернал, чувар свете територије              | 2009         | [ 320 ]   |
| Мексико | Плес летача | 2009         | [ 321 ]   |
| Мексико | Традиционална мексичка кухиња - наслеђе, савремена култура заједнице Мичоакана                                        | 2010         | [ 322 ]   |
| Мексико | Парачикос у традиционалној јануарској прослави у Чиапа де Корсо                                                       | 2010         | [ 323 ]   |
| Мексико | Пирекуа, традиционална песма народа Пурепећа                                                                          | 2010         | [ 324 ]   |
| Мексико | Маријачи | 2011         | [ 325 ]   |
| Мексико | Чареада, коњичка традиција у Мексику                                                                                  | 2016         | [ 326 ]   |
| Мексико | Ромерија: ритуални циклус „ношења“ Богородице Запопан                                                                 | 2018         | [ 327 ]   |
| Мексико · Шпанија | Талавера грнчарија | 2019         | [ 328 ]   |
| Молдавија · Румунија | Колиндат | 2013         | [ 329 ]   |
| Молдавија · Румунија | Традиционална израда зидних тепиха у Румунији и Молдавији                                                             | 2016         | [ 330 ]   |
| Монголија | Традиционална музика морин хура                                                                                       | 2008         | [ 331 ]   |
| Монголија | Монголска уметност певања: Хомеј                                                                                      | 2010         | [ 332 ]   |
| Монголија | Традиционални фестивал Надам                                                                                          | 2010         | [ 333 ]   |
| Монголија | Традиционално занатство монголског Гера и с њим повезани обичаји                                                      | 2013         | [ 334 ]   |
| Монголија | Монголско пуцање костију                                                                                              | 2014         | [ 335 ]   |
| Монголија | Традиционална техника израде Аирага у Кокуру и с њим повезани обичаји                                                 | 2019         | [ 336 ]   |
| Мароко | Културни простор трга Јемаа ел-Фна                                                                                    | 2008         | [ 337 ]   |
| Мароко | Мусем у Тан-Тану | 2008         | [ 338 ]   |
| Мароко | Фестивал трешања у Сефроу                                                                                             | 2012         | [ 339 ]   |
| Мароко | Арган, праксе и знања у вези са стаблом аргана                                                                        | 2014         | [ 340 ]   |
| Мароко | Гнауа | 2019         | [ 341 ]   |
| Мозамбик | Тимбила народа Чопи                                                                                                   | 2008         | [ 342 ]   |
| Намибија | Ошитути шомагонго, фестивал воћа марула                                                                               | 2015         | [ 343 ]   |
| Немачка | Идеја и пракса организовања заједничких интереса у задругама                                                          | 2016         | [ 344 ]   |
| Немачка | Оргуље, израда и музика                                                                                               | 2017         | [ 345 ]   |
| Никарагва | Гвегвенсе | 2008         | [ 346 ]   |
| Нигер | Пракса и изражавање шаљивих односа у Нигеру                                                                           | 2014         | [ 346 ]   |
| Нигерија | Ифа систем прорицања                                                                                                  | 2008         | [ 347 ]   |
| Нигерија | Ијеле маскенбал | 2009         | [ 348 ]   |
| Нигерија | Аргунгу међународни фестивал риболова и културе                                                                       | 2016         | [ 349 ]   |
| Нигерија | Ква-Хи позоришна представа                                                                                            | 2019         | [ 350 ]   |
| Норвешка | Традиционална музика и плес у Сетесдалу, свирање, плесање и певање (стев / стевјинг)                                  | 2019         | [ 351 ]   |
| Обала Слоноваче | Гбофе из Афоункаха, музика дијагоналног инструмента у заједници Тагбана.                                              | 2008         | [ 352 ]   |
| Обала Слоноваче | Заоули, популарна музика и плес заједница Гуро                                                                        | 2017         | [ 353 ]   |
| Оман | Ал 'ази, елегија, поворка и поезија                                                                                   | 2012         | [ 354 ]   |
| Оман | Коњ и камила Ардах | 2018         | [ 355 ]   |
| Оман · Катар · Саудијска Арабија · Уједињени Арапски Емирати | Меџфлис, културни и друштвени простор                                                                                 | 2015         | [ 356 ]   |
| Оман · Катар · Саудијска Арабија · Уједињени Арапски Емирати | Арапска кафа, симбол великодушности                                                                                   | 2015         | [ 357 ]   |
| Оман · Уједињени Арапски Емирати | Ал-Ајала, традиционална извођачка уметност Султаната Омана и Уједињених Арапских Емирата                              | 2014         | [ 358 ]   |
| Оман · Уједињени Арапски Емирати | Ал-Тагрода, традиционални бедуинска поезија                                                                           | 2012         | [ 359 ]   |
| Оман · Уједињени Арапски Емирати | Ал-Разфа, традиционална извођачка уметност                                                                            | 2015         | [ 360 ]   |
| Оман · Уједињени Арапски Емирати | Трке камила | 2020         | [ 361 ]   |
| Палестина | Палестински Хикаје | 2008         | [ 362 ]   |
| Панама | Занатски поступак добијања биљних влакана за ткање талкоса, кринеха и пинта који се користе за израду пинтао шешира   | 2017         | [ 363 ]   |
| Панама | Ритуални и свечани изрази културе Конга                                                                               | 2018         | [ 364 ]   |
| Парагвај | Традиција справљања терере пића од Поха Нана код народа Гварани у Парагвају                                           | 2020         | [ 365 ]   |
| Перу | Такиле и његова текстилна уметност                                                                                    | 2008         | [ 366 ]   |
| Перу | Уаконада, ритуални плес насеља Мита                                                                                   | 2010         | [ 367 ]   |
| Перу | Плес маказа | 2010         | [ 368 ]   |
| Перу | Ходочашће у светилиште Коилуритија                                                                                    | 2011         | [ 369 ]   |
| Перу | Знања, вештине и ритуали везани за годишњу обнову моста Кесвахака                                                     | 2013         | [ 370 ]   |
| Перу | Празник Богородице Канделаријске у граду Пуно                                                                         | 2014         | [ 371 ]   |
| Перу | Витити плес из долине Колка                                                                                           | 2015         | [ 372 ]   |
| Перу | Традиционални систем водних судија у Коронгу                                                                          | 2017         | [ 373 ]   |
| Перу | Хатахо де Негритос и Хатахо де Пајитас са перуанске јужне обале                                                       | 2019         | [ 374 ]   |
| Пољска | Божићне јаслице из Кракова                                                                                            | 2018         | [ 375 ]   |
| Португалија | Фадо, популарна урбана песма                                                                                          | 2011         | [ 376 ]   |
| Португалија | Канте Алентежано, вишегласно певање из Алентежа,у јужној Португалији                                                  | 2014         | [ 377 ]   |
| Португалија | Израда глинених фигура из Естермозе                                                                                   | 2017         | [ 378 ]   |
| Португалија | Зимске свечаности, карневал у Поденсеу                                                                                | 2019         | [ 379 ]   |
| Румунија | Калуш (ритуал) | 2008         | [ 380 ]   |
| Румунија | Дојна (песма) | 2009         | [ 381 ]   |
| Румунија | Хорезу керамика | 2012         | [ 382 ]   |
| Румунија | Лад игре | 2015         | [ 383 ]   |
| Русија | Културно наслеђе Семеиские                                                                                            | 2008         | [ 384 ]   |
| Русија | Олонхо, херојски еп народа Јакути                                                                                     | 2008         | [ 385 ]   |
| Самоа | 'ие Самоа, фини подметач и његова културна вредност                                                                   | 2019         | [ 386 ]   |
| Саудијска Арабија | Ардах, плес, бубањ и поезија у Саудијској Арабији                                                                     | 2015         | [ 387 ]   |
| Саудијска Арабија | Алмезмар, свирање бубња и играње са штаповима                                                                         | 2016         | [ 388 ]   |
| Саудијска Арабија | Ал-Кат Ал-Асири, традиционална женска декорација унутрашњих зидова у Асиру                                            | 2017         | [ 389 ]   |
| Северна Кореја | Ариранг, народна песма Северне Кореје                                                                                 | 2014         | [ 390 ]   |
| Северна Кореја | Традиција спремања кимчија у Северној Кореји                                                                          | 2015         | [ 391 ]   |
| Северна Македонија | Четрсе | 2013         | [ 392 ]   |
| Северна Македонија | Копачка (оро) | 2014         | [ 393 ]   |
| Северна Македонија · Турска | Хедерлез (празник) | 2017         | [ 394 ]   |
| Сенегал | Ксои, церемонија прорицања код народа Серер у Сенегалу                                                                | 2013         | [ 395 ]   |
| Сингапур | Хокер култура | 2020         | [ 396 ]   |
| Сирија | Обичај и занат повезани са Дамаском ружом у Ал-Мраху                                                                  | 2019         | [ 397 ]   |
| Словачка | Фујара и њена музика                                                                                                  | 2008         | [ 398 ]   |
| Словачка | Музика у Течови | 2013         | [ 399 ]   |
| Словачка | Култура гајди | 2015         | [ 400 ]   |
| Словачка | Вишегласно певање у Хорехрони                                                                                         | 2017         | [ 401 ]   |
| Словачка | Дротарство, занат и уметност прављења предмета од жице                                                                | 2019         | [ 402 ]   |
| Словенија | Шкофјелошки пасијон                                                                                                   | 2016         | [ 403 ]   |
| Словенија | Курентовање | 2017         | [ 404 ]   |
| Словенија | Идријска чипка | 2018         | [ 405 ]   |
| Србија | Слава | 2014         | [ 406 ]   |
| Србија | Коло | 2017         | [ 407 ]   |
| Србија | Певање уз гусле | 2018         | [ 408 ]   |
| Србија | Злакуска лончарија | 2020         | [ 409 ]   |
| Таџикистан | Оши пилав, традиционални оброк и његов друштвени и културни контекст у Таџикистану                                    | 2016         | [ 410 ]   |
| Таџикистан | Чакан вез | 2018         | [ 411 ]   |
| Таџикистан · Узбекистан | Шашмаком музика | 2008         | [ 412 ]   |
| Тајланд | Кхон, плесна драма под маскама                                                                                        | 2018         | [ 413 ]   |
| Тајланд | Тајландска масажа | 2019         | [ 414 ]   |
| Тонга | Лакалака, плесови и певани говори                                                                                     | 2008         | [ 415 ]   |
| Тунис | Грнчарске вештине жена из Сижнане                                                                                     | 2018         | [ 416 ]   |
| Тунис | Чарфија риболов на острвима Керкенах                                                                                  | 2020         | [ 417 ]   |
| Турска | Медах, уметност јавних приповедача                                                                                    | 2008         | [ 418 ]   |
| Турска | Мевлеви Сема церемонија                                                                                               | 2008         | [ 419 ]   |
| Турска | Карађоз и Хаџиват | 2009         | [ 420 ]   |
| Турска | Ашиклик | 2009         | [ 421 ]   |
| Турска | Традиционални Сохбет састанци                                                                                         | 2010         | [ 422 ]   |
| Турска | Киркпинар фестивал у науљеном рвању                                                                                   | 2010         | [ 423 ]   |
| Турска | Семах, Алеви-Бекташи ритуал                                                                                           | 2010         | [ 424 ]   |
| Турска | Кешкек | 2011         | [ 425 ]   |
| Турска | Месир маџуну фестивал                                                                                                 | 2012         | [ 426 ]   |
| Турска | Турска кафа | 2013         | [ 427 ]   |
| Турска | Ебру, турска уметност мермерације                                                                                     | 2014         | [ 428 ]   |
| Турска | Традиционална израда плочица и керамике                                                                               | 2016         | [ 429 ]   |
| Турска | Турско стреличарство                                                                                                  | 2019         | [ 430 ]   |
| Туркменистан | Епска уметност Горогли                                                                                                | 2015         | [ 431 ]   |
| Туркменистан | Куштдепди обред певања и плеса                                                                                        | 2017         | [ 432 ]   |
| Туркменистан | Традиционална туркменска уметност израде тепиха                                                                       | 2019         | [ 433 ]   |
| Уганда | Израда платна од коре дрвета у Уганди                                                                                 | 2008         | [ 434 ]   |
| Украјина | Петрикивка, украсно сликање                                                                                           | 2013         | [ 435 ]   |
| Украјина | Козачке песме Дњепропетровске области                                                                                 | 2016         | [ 436 ]   |
| Украјина | Традиција осликане керамике из Косива                                                                                 | 2019         | [ 437 ]   |
| Уједињени Арапски Емирати | Ал Афлај, традиционални систем за наводњавање у УАЕ                                                                   | 2020         | [ 438 ]   |
| Уругвај | Кандомбе и његов социо-културни простор: пракса у заједници                                                           | 2009         | [ 439 ]   |
| Узбекистан | Културни простор округа Бојсун                                                                                        | 2008         | [ 440 ]   |
| Узбекистан | Ката Ашула | 2009         | [ 441 ]   |
| Узбекистан | Аскија, уметност духовитости                                                                                          | 2014         | [ 442 ]   |
| Узбекистан | Палов, култура и традиција                                                                                            | 2016         | [ 443 ]   |
| Узбекистан | Коразм плес Лазги | 2019         | [ 444 ]   |
| Филипини | Худхуд напеви народа Ифугао                                                                                           | 2008         | [ 445 ]   |
| Филипини | Даранген епика народа Маранао са језера Ланао                                                                         | 2008         | [ 446 ]   |
| Финска | Финска сауна | 2020         | [ 447 ]   |
| Француска | Таписерије из Обисона                                                                                                 | 2009         | [ 448 ]   |
| Француска | Малоја | 2009         | [ 449 ]   |
| Француска | Француска традиција цртања кровова                                                                                    | 2009         | [ 450 ]   |
| Француска | Компањонаж, мрежа за пренос знања и идентитета                                                                        | 2010         | [ 451 ]   |
| Француска | Алансонска чипка | 2010         | [ 452 ]   |
| Француска | Гастрономски оброк Француза                                                                                           | 2010         | [ 453 ]   |
| Француска | Еквитација, француска школа јахања                                                                                    | 2011         | [ 454 ]   |
| Француска | Фест Ноз | 2012         | [ 455 ]   |
| Француска | Процесије костију у Лимузену                                                                                          | 2013         | [ 456 ]   |
| Француска | Гвока: музика, песма, плес и обичаји народа Гваделупа                                                                 | 2014         | [ 457 ]   |
| Француска | Карневал у Гранвилу                                                                                                   | 2016         | [ 458 ]   |
| Француска | Вештине повезане са производњом парфема у Паис де Грас                                                                | 2018         | [ 459 ]   |
| Француска · Швајцарска | Занатство механичке израде сатова                                                                                     | 2020         | [ 460 ]   |
| Холандија | Занат млинара који управља ветрењачама и воденицама                                                                   | 2017         | [ 461 ]   |
| Хрватска | Звончари | 2009         | [ 462 ]   |
| Хрватска | Феста светог Влаха | 2009         | [ 463 ]   |
| Хрватска | Чипкарство у Хрватској                                                                                                | 2009         | [ 464 ]   |
| Хрватска | Процесија за крст на острву Хвару                                                                                     | 2009         | [ 465 ]   |
| Хрватска | Краљица из Горјана | 2009         | [ 466 ]   |
| Хрватска | Традиционалне играчке од дрвета на подручју Хрватског загорја                                                         | 2009         | [ 467 ]   |
| Хрватска | Истарска музичка лествица                                                                                             | 2009         | [ 468 ]   |
| Хрватска | Израда лицидарских колача                                                                                             | 2010         | [ 469 ]   |
| Хрватска | Сињска алка | 2010         | [ 470 ]   |
| Хрватска | Бећарац | 2011         | [ 471 ]   |
| Хрватска | Немо коло са подручја Далматинске загоре                                                                              | 2011         | [ 472 ]   |
| Хрватска | Клапско певање | 2012         | [ 473 ]   |
| Хрватска | Међимурска попевка | 2018         | [ 474 ]   |
| Централноафричка Република | Полифоно певање Ака Пигмеја                                                                                           | 2008         | [ 475 ]   |
| Чешка | Словачки вербунк | 2008         | [ 476 ]   |
| Чешка | Покладе и маске од врата до врата у селима на подручју Хлинско                                                        | 2010         | [ 477 ]   |
| Чешка | Поворка краљева | 2011         | [ 478 ]   |
| Чешка | Ручно израђени украси за јелку од дуваних стаклених перли                                                             | 2020         | [ 479 ]   |
| Чешка · Словачка | Луткарство у Словачкој и Чешкој                                                                                       | 2016         | [ 480 ]   |
| Чиле | Чино плес | 2014         | [ 481 ]   |
| Швајцарска | Фестивал виноградара у Вевеу                                                                                          | 2016         | [ 482 ]   |
| Швајцарска | Карневал у Базелу | 2017         | [ 483 ]   |
| Швајцарска | Поворке током Свете Недеље у Мендризију                                                                               | 2019         | [ 484 ]   |
| Шпанија | Мистерија Елчеа | 2008         | [ 485 ]   |
| Шпанија | Патум из Берге | 2008         | [ 486 ]   |
| Шпанија | Судови за наводњавање шпанске медитеранске обале                                                                      | 2009         | [ 487 ]   |
| Шпанија | Силбо Гомеро, звижући језик острва Гомера                                                                             | 2009         | [ 488 ]   |
| Шпанија | Каталонски људски торњеви                                                                                             | 2010         | [ 489 ]   |
| Шпанија | Фламенко | 2010         | [ 490 ]   |
| Шпанија | Сибилина песма | 2010         | [ 491 ]   |
| Шпанија | Фестивал Ла Маре де Деу де ла Салут                                                                                   | 2011         | [ 492 ]   |
| Шпанија | Фестивал отворених дворишта у Кордоби                                                                                 | 2012         | [ 493 ]   |
| Шпанија | Фестивал Фаљес у Валенсији                                                                                            | 2016         | [ 494 ]   |
| Шпанија | Ритуали свирања бубњева у Тамборадама                                                                                 | 2018         | [ 495 ]   |
| Шпанија | Вински коњи | 2020         | [ 496 ]   |
| Шри Ланка | Рукада Натиа, традиционална драма са марионетама                                                                      | 2018         | [ 497 ]   |

## Листа нематеријалног културног наслеђа којој је потребна хитна заштита
Листа нематеријалне културне баштине којој је потребно хитно чување садржи елементе нематеријалне културне баштине "за које дотичне заједнице и државе потписнице сматрају да су им потребне хитне мере да би се одржале у животу" .
| Држава                    | Елемент                                                                                       | Година уписа | Референце |
| ------------------------- | --------------------------------------------------------------------------------------------- | ------------ | --------- |
| Азербејџан                | Човган, традиционална игра на коњима у Карабаху                                               | 2013         | [ 498 ]   |
| Азербејџан                | Јали (Кочари, Тензере), традиционални групни плесови Нахчивана                                | 2018         | [ 499 ]   |
| Алжир                     | Знања и вештине мерача воде или водених извршитеља у фогарама, у заједницама Тоуат и Тидикелт | 2018         | [ 499 ]   |
| Белорусија                | Обред Коледарских царева (Божићни цареви)                                                     | 2009         | [ 500 ]   |
| Боцвана                   | Вештине израде земљане керамике у округу Кгатленг у Боцвани                                   | 2012         | [ 501 ]   |
| Боцвана                   | Дикопело народна музика                                                                       | 2017         | [ 502 ]   |
| Бразил                    | Јаоква, ритуал народа Енавене Наве за одржавање друштвеног и космичког поретка                | 2011         | [ 503 ]   |
| Венецуела                 | Мапојо, усмена традиција и његове симболичне референтне тачке на територији њихових предака   | 2014         | [ 504 ]   |
| Венецуела · Колумбија     | Колумбијско-венецуеланске песме о раду у љаносима                                             | 2017         | [ 505 ]   |
| Вијетнам                  | Ка тру певање                                                                                 | 2009         | [ 506 ]   |
| Гватемала                 | Нан Пач церемонија                                                                            | 2013         | [ 507 ]   |
| Камбоџа                   | Лкхон Кхол                                                                                    | 2018         | [ 499 ]   |
| Индонезија                | Саман плес                                                                                    | 2011         | [ 508 ]   |
| Индонезија                | Нокен вишенаменска ручно ткана торба народа Папуе                                             | 2012         | [ 509 ]   |
| Иран                      | Нагали, иранска драмска прича                                                                 | 2011         | [ 510 ]   |
| Иран                      | Традиционалне вештине изградње ленџ бродова и пловидбе                                        | 2011         | [ 511 ]   |
| Кенија                    | Традиције и праксе повезане са Кајама у светим шумама Мијикенде                               | 2009         | [ 512 ]   |
| Кенија                    | Исукути плес заједница Исукха и Идакхо у западној Кенији                                      | 2014         | [ 513 ]   |
| Кенија                    | Енкипаата, Еуното и Олнг'есхерр, три мушка обреда преласка заједнице Маасаи                   | 2018         | [ 499 ]   |
| Кина                      | Традиционални дизајн и техника изградње кинеских дрвених лучних мостова                       | 2009         | [ 514 ]   |
| Кина                      | Традиционалне текстилне технике народа Ли, предење, бојење, ткање и вез                       | 2009         | [ 515 ]   |
| Кина                      | Чан новогодишњи фестивал                                                                      | 2009         | [ 516 ]   |
| Кина                      | Мешреп                                                                                        | 2010         | [ 517 ]   |
| Кина                      | Технологија израде водоотпорних преградних џунки                                              | 2010         | [ 518 ]   |
| Кина                      | Кинеска штампа покретним дрвеним плочама                                                      | 2010         | [ 519 ]   |
| Кина                      | Нанајско приповедање                                                                          | 2011         | [ 520 ]   |
| Киргистан                 | Ала-кијиз и Ширдак, уметност киргиских тепиха од филца                                        | 2012         | [ 521 ]   |
| Колумбија                 | Традиционална Ваљенато музика из регије Магдалена                                             | 2015         | [ 522 ]   |
| Кувајт                    | Ал Саду, традиционална вештина ткања у Кувајту                                                | 2020         | [ 523 ]   |
| Летонија                  | Културни простор Суита                                                                        | 2009         | [ 524 ]   |
| Мали                      | Санке мон, колективни риболовни обред Санкеа                                                  | 2009         | [ 525 ]   |
| Мали                      | Тајно друштво Кордугав, обред мудрости у Малију                                               | 2011         | [ 526 ]   |
| Мароко                    | Таскивин, борилачки плес западног Високог Атласа                                              | 2017         | [ 527 ]   |
| Мауританија               | Маварски еп Т'хејидин                                                                         | 2011         | [ 528 ]   |
| Монголија                 | Бијелге, монголски традиционални народни плес                                                 | 2009         | [ 529 ]   |
| Монголија                 | Цур, флаута отворена са обе стране                                                            | 2009         | [ 530 ]   |
| Монголија                 | Монголски Тули, монголски еп                                                                  | 2009         | [ 531 ]   |
| Монголија                 | Лимбе техника извођења народних дугих песама - кружно дисање                                  | 2011         | [ 532 ]   |
| Монголија                 | Монголска калиграфија                                                                         | 2013         | [ 533 ]   |
| Монголија                 | Ритуал наговарања камила                                                                      | 2015         | [ 534 ]   |
| Монголија                 | Монголска традиционална пракса обожавања светих места                                         | 2017         | [ 535 ]   |
| Пакистан                  | Сури Јагек (посматрање сунца)                                                                 | 2018         | [ 499 ]   |
| Перу                      | Есува, Аракмбут певао молитве перуанског народа Хуацхипаире                                   | 2011         | [ 536 ]   |
| Португалија               | Производња крављих звона                                                                      | 2015         | [ 537 ]   |
| Португалија               | Процес производње црне керамике Бисалаес                                                      | 2016         | [ 538 ]   |
| Северна Македонија        | Гласоечко, двогласно мушко дводелно у Долњем Пологу                                           | 2015         | [ 539 ]   |
| Сирија                    | Позориште сенки                                                                               | 2018         | [ 540 ]   |
| Турска                    | Звиждући језик, турски птичји језик                                                           | 2017         | [ 541 ]   |
| Уганда                    | Бигвала, музика трубе од тикве и плес краљевине Бусога у Уганди                               | 2012         | [ 542 ]   |
| Уганда                    | Емпако традиција народа Баторо, Баниоро, Батуку, Батагвенда и Баниабинди западне Уганде       | 2013         | [ 543 ]   |
| Уганда                    | Церемонија прочишћења мушког детета код Ланга у централној северној Уганди                    | 2014         | [ 544 ]   |
| Уганда                    | Когере усмена традиција народа Басонгора, Баниабинди и Баторо                                 | 2015         | [ 545 ]   |
| Уганда                    | Ма'ди лира, музика и плес                                                                     | 2016         | [ 546 ]   |
| Уједињени Арапски Емирати | Ал Саду, традиционалне вештине ткања у Уједињеним Арапским Емиратима                          | 2011         | [ 547 ]   |
| Уједињени Арапски Емирати | Ал Ази, уметност извођења похвалне, поносне и снажне поезије                                  | 2017         | [ 548 ]   |
| Филипини                  | Буклог, ритуални систем захвалности Субанена                                                  | 2019         | [ 549 ]   |
| Француска                 | Cantu in paghjella, световно и литургијско певање са Корзике                                  | 2009         | [ 550 ]   |
| Хрватска                  | Ојкање                                                                                        | 2010         | [ 551 ]   |

## Регистар добрих заштитних пракси
Регистар добрих заштитних пракси   омогућава државама чланицама, заједницама и другим заинтересованим странама да „поделе успешна заштитна искуства и примере како су превазишли изазове са којима се суочавају у преношењу свог живог наслеђа, његове праксе и знања на будућу генерацију“.
| Држава                 | Пројекти и активности | Година уписа | Референце |
| ---------------------- | --- | ------------ | --------- |
| Аустрија               | Регионални центри за занатство: стратегија заштите културног наслеђа традиционалне рукотворине                            | 2016         | [ 553 ]   |
| Белгија                | Програм неговања разноврсности игара: заштита традиционалних игара у Фландрији                                            | 2011         | [ 554 ]   |
| Белгија                | Заштита културе кариљона: очување, преношење, размена и подизање свести                                                   | 2014         | [ 555 ]   |
| Боливија · Чиле · Перу | Заштита нематеријалног културног наслеђа заједница Ајмара у Боливији, Чилеу и Перуу                                       | 2009         | [ 556 ]   |
| Бразил                 | Позив за пројекте Националног програма нематеријалне баштине                                                              | 2011         | [ 557 ]   |
| Бразил                 | Фандангов живи музеј | 2011         | [ 558 ]   |
| Бугарска               | Фолклорни фестивал у Копривштици: систем пракси за презентацију и пренос наслеђа                                          | 2016         | [ 559 ]   |
| Грчка                  | Полифони караван, истраживање, заштита и промоција епирске вишегласне песме                                               | 2020         | [ 560 ]   |
| Индонезија             | Програм обуке младих и очувања батик технике у Индонезији                                                                 | 2009         | [ 561 ]   |
| Кина                   | Стратегија обуке будућих генерација Фуђен луткара                                                                         | 2012         | [ 562 ]   |
| Мађарска               | Танцхаз, мађарски модел преноса нематеријалне културне баштине                                                            | 2011         | [ 563 ]   |
| Мађарска               | Кодаљи Метод, заштита народне музичке баштине                                                                             | 2016         | [ 564 ]   |
| Мексико                | Центар за домородачке уметности и његов допринос заштити нематеријалног културног наслеђа Тотонаца из Веракруза у Мексику | 2012         | [ 565 ]   |
| Норвешка               | Оселвар (брод) - преобликовање традиционалног процеса изградње и употребе у савременом контексту                          | 2016         | [ 566 ]   |
| Хрватска               | Заједнички пројекат заштите животне културе у Ровињу: Екомузеј Батана                                                     | 2016         | [ 567 ]   |
| Шпанија                | Центар за традиционалну културу - школски музеј Пусол педагошког пројекта                                                 | 2009         | [ 568 ]   |
| Шпанија                | Ревитализација традиционалне производње креча у Морон де ла Фронтера, Севиља, Андалузија                                  | 2011         | [ 569 ]   |
| Шпанија                | Методологија за попис нематеријалног културног наслеђа у резерватима биосфере: искуство Монтсенија                        | 2013         | [ 570 ]   |
| Шведска                | Земља легенди, програм за промоцију и ревитализацију уметности приповедања у округу Крунуберг (Јужна Шведска)             | 2018         | [ 571 ]   |